# Jair Renan Bolsonaro
Jair Renan Valle Bolsonaro (Rio de Janeiro, 10 de abril de 1998) é um influenciador digital, empresário e político brasileiro, filiado ao Partido Liberal (PL) e atualmente vereador de Balneário Camboriú. 
Filho do ex-presidente do Brasil Jair Bolsonaro, tornou-se notório por declarações minimizando a pandemia de COVID-19 e por ser investigado em diversos inquéritos policiais envolvendo sua empresa de eventos. Foi auxiliar parlamentar no Senado Federal de 2023 a 2024.

## Biografia
Jair Renan é filho de Jair Messias Bolsonaro, que foi presidente da República de 2019 a 2022, e de Ana Cristina Valle. Em entrevista à IstoÉ Gente, em 2000, Jair Bolsonaro afirmou que ele e sua esposa chegaram a considerar um aborto, mas que a esposa preferiu prosseguir com a gestação de Jair Renan.
Em novembro de  2020, fundou a empresa Bolsonaro Jr Eventos e Mídia, com capital social de R$ 105 mil.
Em 8 de março de 2023, foi nomeado para o cargo em comissão de auxiliar parlamentar do Senado Federal, no gabinete do senador Jorge Seif (PL), com remuneração bruta de R$ 9,5 mil, sendo exonerado em 1º de julho de 2024 para disputar cargo eletivo.
Atualmente reside em Balneário Camboriú, município do qual se elegeu vereador em 2024.

### Vida pessoal
Em agosto de 2023, foi divulgado que Renan estaria namorando uma estudante de medicina de uma faculdade privada de Balneário Camboriú chamada Stephany Brenda Rosa.
Em 16 de setembro de 2023, o seu ex-assessor Diego Pupe declarou ter se relacionado amorosamente com Jair Renan pelo período de um ano, o que Jair Renan nega, e acusa interesses políticos do suposto ex-namorado.

### Inquérito por lavagem de dinheiro e tráfico de influência
Em 2021, um inquérito apurou se Jair Renan teria beneficiado a empresa Gramazini, a qual teria investido em sua empresa Bolsonaro Jr Eventos e Mídia. Por esse motivo, Jair Renan foi investigado por tráfico de influência e lavagem de dinheiro. A Polícia Federal chegou à conclusão de que o empresário não cometeu nenhum crime. Segundo um documento da Polícia Federal, houve interferência da ABIN na investigação.
Em março de 2023, a empresa Bolsonaro Jr Eventos e Mídia foi transferida para um empresário proprietário de um clube de tiro, em uma operação suspeita de crimes e investigada pela Polícia Civil do Distrito Federal. Em 24 de agosto de 2023, foram feitas buscas e apreensões nos endereços de Jair Renan, em Brasília e Balneário Camboriú, durante a Operação Nexum. O empresário é suspeito de participar de um esquema que usava clubes de tiro para tráfico de armas.
Em 15 de fevereiro de 2024, a Polícia Civil do DF indiciou Jair Renan Bolsonaro por suspeita de fraudar documentos para obter empréstimo bancário, juntamente de Maciel Alves, seu ex-instrutor de tiro. Com base no indiciamento, caberá ao Ministério Público decidir se oferece ou não denúncia à Justiça.
Em 27 de março de 2024, a Justiça do DF tornou Jair Renan réu por lavagem de dinheiro, falsidade ideológica e uso de documento falso.

### Declarações negacionistas sobre a pandemia
Em 2020, Jair Renan publicou um vídeo em que minimizava o risco da infecção por COVID-19, afirmando que preferiria "morrer transando a morrer tossindo". No mesmo ano, foi banido da plataforma de streaming Twitch após divulgar notícias falsas sobre a pandemia de COVID-19. Em julho de 2023, declarou que a pandemia foi a "época em que mais peguei gente", fala que viralizou nas redes sociais.

### Uso da Abin para produzir as provas
Em julho de 2024, a Polícia Federal disse que o suposto esquema de espionagem ilegal na Agência Brasileira de Inteligência (Abin) na gestão de Jair Bolsonaro foi utilizado para produzir provas a favor do filho do ex-presidente, Jair Renan Bolsonaro, que em 2021 era investigado por tráfico de influência.

### Apreensão de bens por dívida
Em 23 de agosto de 2024, a Justiça do Distrito Federal determinou a apreensão de bens de Jair Renan por dívida de 360 mil reais com o banco. A Justiça afirmou que Jair Renan não foi localizado para ser intimado sobre a dívida.

### Eleições municipais de 2024
Em agosto de 2024, Jair Renan, quarto filho do ex-presidente Bolsonaro, anunciou sua candidatura ao cargo de vereador na eleição municipal de Balneário Camboriú pelo Partido Liberal (PL). Estreante na política, ele optou por usar o nome "Jair Bolsonaro" nas urnas, o que gerou preocupações sobre uma possível confusão entre os eleitores devido à notoriedade do nome do pai. O Ministério Público considerou uma possível contestação na Justiça Eleitoral, alegando que a escolha de Jair Renan poderia induzir os eleitores locais ao erro. Em resposta, Jair Bolsonaro defendeu a decisão do filho de usar seu nome nas urnas, chamando a ação do Ministério Público de uma "perseguição sem fim". O ex-presidente enfatizou que o nome completo do filho é Jair Renan Valle Bolsonaro e também questionou: "Qual é a ilegalidade?".
O candidato declarou à Justiça Eleitoral o patrimônio de 42.000 reais.
Foi eleito vereador com 3.033 votos, sendo o candidato mais votado do município.
Em dezembro de 2024, a Federação Brasil da Esperança (composta pelo PT, PCdoB e PV), juntamente com a Federação PSOL/Rede, pediram ao Tribunal Regional Eleitoral de Santa Catarina (TRE-SC) a cassação da chapa de Jair Renan e de outros vereadores do PL em Balneário Camboriú por uma suposta fraude na cota de gênero dentro do partido. Além da cassação, é pedida a inelegibilidade dos vereadores por oito anos. Segundo o pedido, ao menos quatro candidaturas femininas do PL teriam sido “laranjas” — utilizadas para preencher a cota de gênero eleitoral, mas que não recebem votos, investimento da legenda e nem conseguem se eleger.  A federação afirma que entre as oito representantes, quatro são potencialmente fictícias, tendo apenas emprestado seus nomes. Três delas não teriam realizado atos de campanha e uma teve sua candidatura indeferida por não ter apresentado seu domicílio eleitoral.

## Desempenho eleitoral
| Ano  | Eleição                         | Partido | Cargo    | Votos | %     | Resultado | Ref    |
| ---- | ------------------------------- | ------- | -------- | ----- | ----- | --------- | ------ |
| 2024 | Municipal de Balneário Camboriú | PL      | Vereador | 3.033 | 4,42% | Eleito    | [ 33 ] |